# Liste der Kantone im Département Seine-Maritime
Das Département Seine-Maritime liegt in der Region Normandie in Frankreich. Es untergliedert sich in drei Arrondissements mit 35 Kantonen (französisch cantons).
Siehe auch: Liste der Gemeinden im Département Seine-Maritime

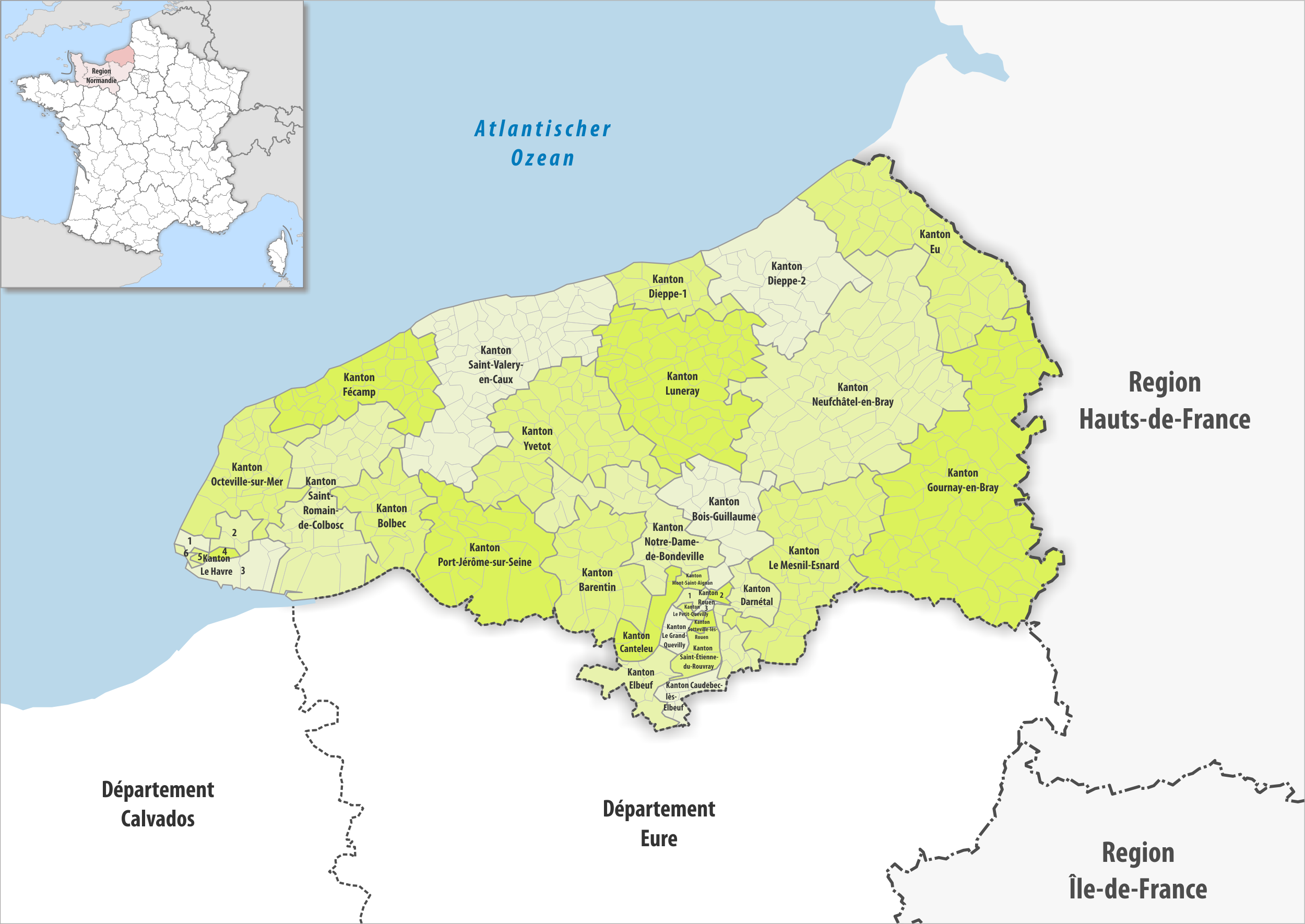
Gemeinden und Kantone im Département Seine-Maritime

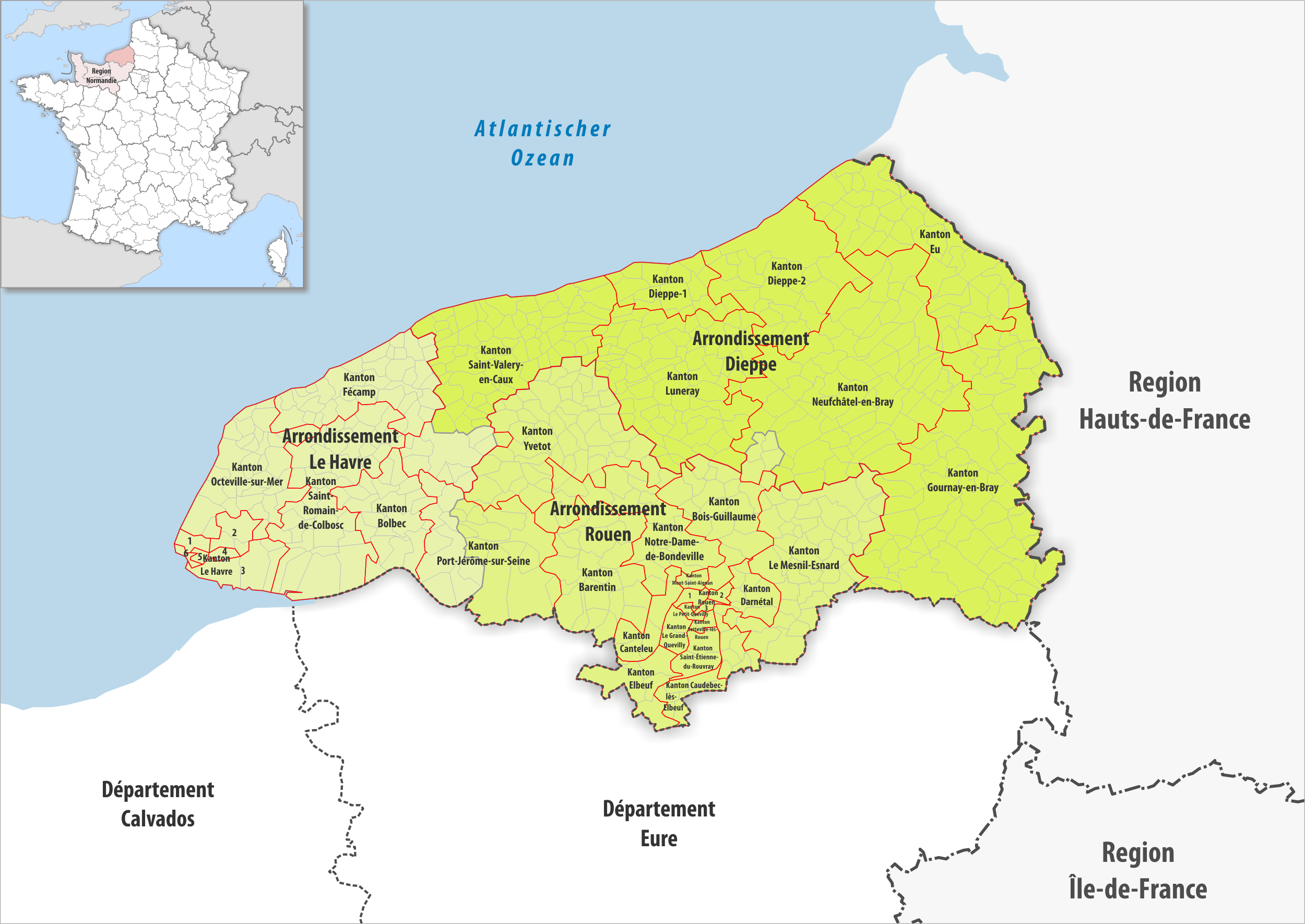
Gemeinden, Arrondissemente und Kantone im Département Seine-Maritime

| Kanton                     | Gemeinden | Einwohner 1. Januar 2022 | Fläche km² | Dichte Einw./km² | Code INSEE | Arrondissement(e)       |
| -------------------------- | --------- | ------------------------ | ---------- | ---------------- | ---------- | ----------------------- |
| Barentin                   | 21        | 40.361                   | 233,72     | 173              | 7601       | Rouen                   |
| Bois-Guillaume             | 19        | 45.998                   | 171,09     | 269              | 7602       | Rouen                   |
| Bolbec                     | 20        | 38.866                   | 158,06     | 246              | 7603       | Le Havre                |
| Canteleu                   | 6         | 28.629                   | 55,38      | 517              | 7604       | Rouen                   |
| Caudebec-lès-Elbeuf        | 7         | 36.314                   | 38,75      | 937              | 7605       | Rouen                   |
| Darnétal                   | 15        | 38.492                   | 87,29      | 441              | 7606       | Rouen                   |
| Dieppe-1                   | 16 1⁄2    | 31.985                   | 112,58     | 284              | 7607       | Dieppe                  |
| Dieppe-2                   | 21 1⁄2    | 38.192                   | 300,05     | 127              | 7608       | Dieppe                  |
| Elbeuf                     | 6         | 30.355                   | 78,52      | 387              | 7609       | Rouen                   |
| Eu                         | 40        | 33.544                   | 379,74     | 88               | 7610       | Dieppe                  |
| Fécamp                     | 35        | 38.581                   | 215,42     | 179              | 7611       | Le Havre                |
| Gournay-en-Bray            | 66        | 35.327                   | 789,05     | 45               | 7612       | Dieppe                  |
| Le Grand-Quevilly          | 2         | 34.692                   | 23,91      | 1.451            | 7613       | Rouen                   |
| Le Havre-1                 | 1⁄6       | 38.548                   | 10,83      | 3.559            | 7614       | Le Havre                |
| Le Havre-2                 | 2 1⁄6     | 34.324                   | 28,95      | 1.186            | 7615       | Le Havre                |
| Le Havre-3                 | 3 1⁄6     | 36.335                   | 56,99      | 638              | 7616       | Le Havre                |
| Le Havre-4                 | 1⁄6       | 34.598                   | 5,89       | 5.874            | 7617       | Le Havre                |
| Le Havre-5                 | 1⁄6       | 31.249                   | 3,94       | 7.931            | 7618       | Le Havre                |
| Le Havre-6                 | 1 ⁄6      | 35.578                   | 5,87       | 6.061            | 7619       | Le Havre                |
| Luneray                    | 72        | 35.034                   | 447,28     | 78               | 7620       | Dieppe                  |
| Le Mesnil-Esnard           | 42        | 46.301                   | 352,58     | 131              | 7621       | Rouen                   |
| Mont-Saint-Aignan          | 2         | 30.878                   | 11,10      | 2.782            | 7622       | Rouen                   |
| Neufchâtel-en-Bray         | 69        | 33.617                   | 744,38     | 45               | 7623       | Dieppe, Rouen           |
| Notre-Dame-de-Bondeville   | 21        | 43.156                   | 203,22     | 212              | 7624       | Rouen                   |
| Octeville-sur-Mer          | 31        | 36.808                   | 213,14     | 173              | 7626       | Le Havre                |
| Le Petit-Quevilly          | 1 ⁄2      | 29.604                   | 5,41       | 5.472            | 7627       | Rouen                   |
| Port-Jérôme-sur-Seine      | 21        | 31.084                   | 325,71     | 95               | 7625       | Le Havre, Rouen         |
| Rouen-1                    | 1⁄3       | 41.742                   | 8,89       | 4.695            | 7628       | Rouen                   |
| Rouen-2                    | 1⁄3       | 36.346                   | 7,12       | 5.105            | 7629       | Rouen                   |
| Rouen-3                    | 1⁄3       | 38.243                   | 5,37       | 7.122            | 7630       | Rouen                   |
| Saint-Étienne-du-Rouvray   | 1 ⁄2      | 34.300                   | 38,83      | 883              | 7631       | Rouen                   |
| Saint-Romain-de-Colbosc    | 38        | 34.510                   | 315,43     | 109              | 7632       | Le Havre                |
| Saint-Valery-en-Caux       | 71        | 35.441                   | 475,02     | 75               | 7633       | Dieppe, Le Havre, Rouen |
| Sotteville-lès-Rouen       | 1⁄2+1⁄2   | 28.010                   | 7,99       | 3.506            | 7634       | Rouen                   |
| Yvetot                     | 53        | 43.163                   | 360,36     | 120              | 7635       | Rouen                   |
| Département Seine-Maritime | 707       | 1.260.205                | 6.277,86   | 201              | 76         | –                       |

## Liste ehemaliger Kantone
Bis zum Neuzuschnitt der französischen Kantone im März 2015 war das Département Seine-Maritime wie folgt in 69 Kantone unterteilt:
| Arrondissement | Kantone |
| -------------- | --- |
| Dieppe         | Argueil, Aumale, Bacqueville-en-Caux, Bellencombre, Blangy-sur-Bresle, Cany-Barville, Dieppe-Est, Dieppe-Ouest, Envermeu, Eu, Fontaine-le-Dun, Forges-les-Eaux, Gournay-en-Bray, Londinières, Longueville-sur-Scie, Neufchâtel-en-Bray, Offranville, Saint-Saëns, Saint-Valery-en-Caux, Tôtes |
| Le Havre       | Bolbec, Criquetot-l’Esneval, Fauville-en-Caux, Fécamp, Goderville, Gonfreville-l’Orcher, Le Havre-1, Le Havre-2, Le Havre-3, Le Havre-4, Le Havre-5, Le Havre-6, Le Havre-7, Le Havre-8, Le Havre-9, Lillebonne, Montivilliers, Ourville-en-Caux, Saint-Romain-de-Colbosc, Valmont |
| Rouen          | Bois-Guillaume, Boos, Buchy, Caudebec-en-Caux, Caudebec-lès-Elbeuf, Clères, Darnétal, Doudeville, Duclair, Elbeuf, Grand-Couronne, Le Grand-Quevilly, Maromme, Mont-Saint-Aignan, Notre-Dame-de-Bondeville, Pavilly, Le Petit-Quevilly, Rouen-1, Rouen-2, Rouen-3, Rouen-4, Rouen-5, Rouen-6, Rouen-7, Saint-Étienne-du-Rouvray, Sotteville-lès-Rouen-Est, Sotteville-lès-Rouen-Ouest, Yerville, Yvetot |